# آغاسور (مهاباد)
قرية آغاسور (بالكردية: ئاغاسوور) هي إحدى القرى التابعة لـمنغور الشرقية في ريف قسم خليفان من مقاطعة مهاباد، في محافظة أذربیجان الغربیة الإيرانية.

## السكان
حسب إحصاءات سنة 2006، بلغ إجمالي السكان في آغاسور 179 نسمة وعدد المساكن 20 مسكن. لغة سكان آغاسور هي اللغة الكردية وهم من أهل السنة والجماعة والمذهب الشافعي.